# Cinisello Balsamo
Cinisello Balsamo település Olaszországban, Lombardia régióban, Milánó megyében. Lakosainak száma 74 528 fő (2023. január 1.). Cinisello Balsamo Cusano Milanino, Monza, Muggiò, Nova Milanese, Paderno Dugnano, Sesto San Giovanni és Bresso községekkel határos. A településen született Balsamói Carino a 13. században, aki 1252. április 6-án meggyilkolta Veronai Szent Pétert, majd a Domonkos-rendben ájtatos életet élt, amelyért a katolikus egyház által boldoggá avatta.

## Népesség
A település lakossága az elmúlt években az alábbi módon változott:
| Lakosok száma | 74 669 | 75 448 | 75 659 | 75 723 | 74 528 |
|               | 2013   | 2016   | 2017   | 2018   | 2023   |